# Влатко Костов
Влатко Костов (мак. Влатко Костов; нар. 1 вересня 1965, Штип, СР Македонія) — югославський та македонський футболіст, півзахисник, по завершенні кар'єри — футбольний тренер.

## Клубна кар'єра
Народився в місті Штип. Футбольну кар'єру розпочав у складі місцевого клубу «Брегальниця», в якому виступав протягом трьох сезонів. У 1986 році виїхав до Болгарії, де захищав кольори «Локомотиву» (Софія). У 1988 році повернувся до Югославії, виступав за «Пелістер». У 1990 році підсилив «Вардар», з яким у сезоні 1992/93 років виграв Першу лігу Македонії. Кар'єру футболіста завершив у 1993 році.

## Кар'єра тренера
По завершенні кар'єри гравця, після нетривалої паузи, розпочав тренерську діяльність. З 1997 по 2001 рік очолював «Осогово», «Сасу» та «Куманово». У 2003 році повернувся до рідного клубу «Брегальниця», який тренував до 2004 року. Потім тренував «Влазрімі», «Ренову» та «Турново». Також з 2003 по 2009 рік допомагав тренувати молодіжну збірну Македонії. У 2008 році повернувся до «Ренову», яку в сезоні 2009/10 років привів до чемпіонства. Пропрацював в команді ще рік, після чого відмовився продовжувати контракт з клубом та залишив його. Після цього сконцентрувався на роботі помічника головного тренера збірної Македонії, на цій посаді пропрацював до 2011року. У 2010 році виконував обов'язки головного тренера національної команди. З 2010 по 2011 рік тренував «Работнічкі». Потім повернувся до «Ренови», з яким у 2012 році в фінальному поєдинку в рідному для себе місті з рахунком 3:1 переміг у фіналі кубку Македонії. З 2013 по 2014 рік працював у Саудівській Аравії, де тренував місцевий «Аль-Раїд». У 2015 році повернувся до Македонії, де очолив рідну команду «Брегальниця». З 2017 по 2018 рік працював головним тренером «Ренови».

## Досягнення

### Як гравця
«Вардар»
- Македонська футбольна Перша ліга
  -  Чемпіон (1): 1992/93

### Як тренера
«Ренова»
- Македонська футбольна Перша ліга
  -  Чемпіон (1): 2009/10

- Кубок Македонії
  -  Володар (1): 2011/12

«Осогово»
- Македонська футбольна Друга ліга
  -  Чемпіон (1): 1997/98

«Куманово»
- Македонська футбольна Друга ліга
  -  Чемпіон (1): 1999/00

«Брегальниця» (Штип)
- Македонська футбольна Друга ліга
  -  Чемпіон (1): 2003/04

«Турново»
- Македонська футбольна Друга ліга
  -  Чемпіон (1): 2007/08